# Christie Benet

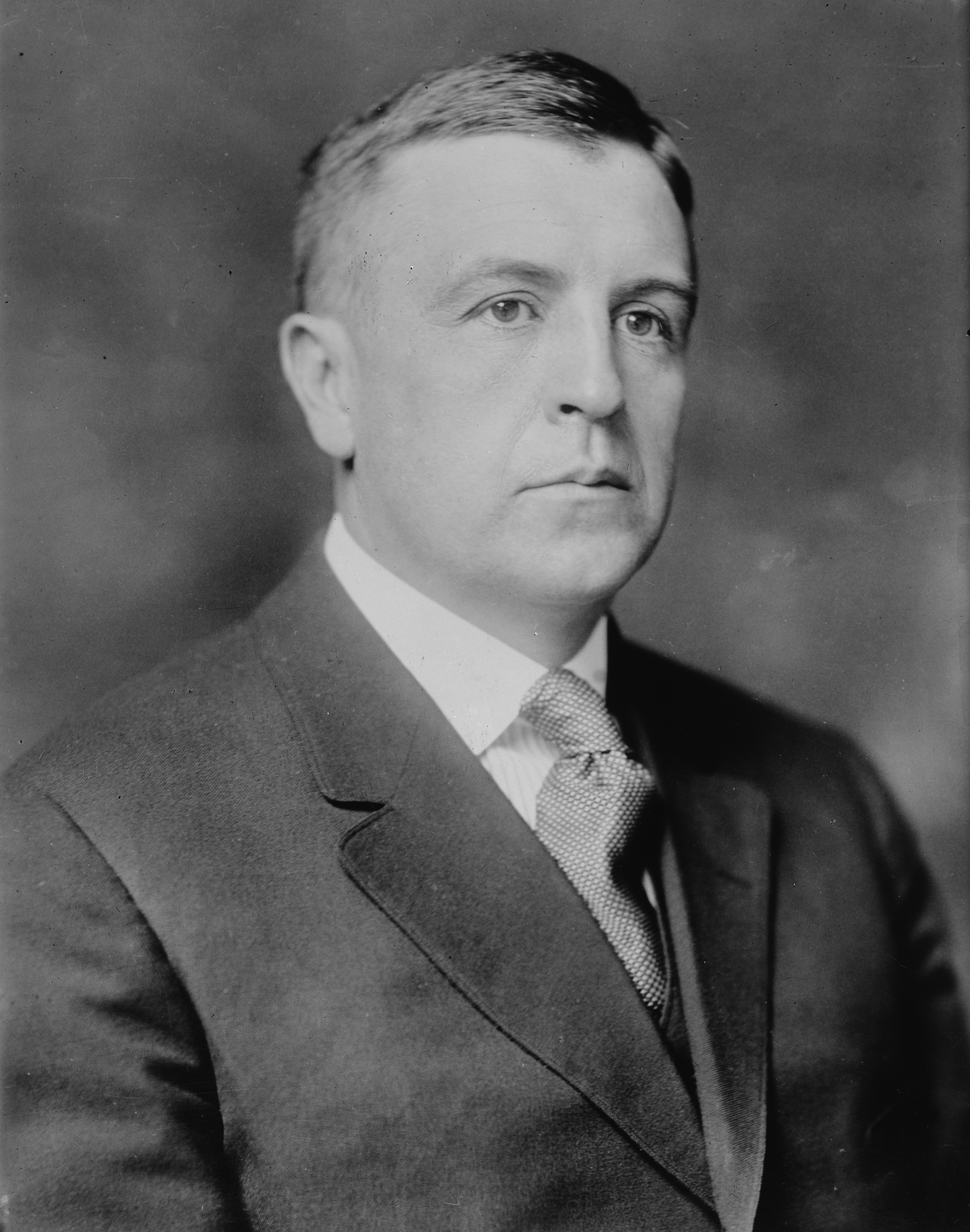
Christie Benet

Christie Benet (* 26. Dezember 1879 in Abbeville, Abbeville County, South Carolina; † 30. März 1951 in Columbia, South Carolina) war ein US-amerikanischer Politiker (Demokratische Partei), der den Bundesstaat South Carolina für kurze Zeit im US-Senat vertrat.
Christie Benet besuchte als Jugendlicher die öffentlichen Schulen. Danach setzte er seine Ausbildung am College of Charleston, der University of South Carolina und der University of Virginia fort, ehe er die Rechtswissenschaften studierte. Nach der Aufnahme in die Anwaltskammer begann er 1903 in South Carolinas Hauptstadt Columbia als Jurist zu praktizieren. 1908 wurde er Solicitor für den fünften Gerichtskreis des Staates, von 1910 bis 1912 war er Prozessanwalt der Stadt Columbia.
Politisch trat Benet zunächst nur innerparteilich in Erscheinung: Dreimal wurde er zum Sekretär des Democratic State Committee gewählt. Am 6. Juli 1918 erfolgte dann die Ernennung zum Nachfolger des im Amt verstorbenen US-Senators Benjamin Tillman. Seine Amtszeit im Senat, wo er dem Committee on National Banks vorstand, endete aber bereits wieder am 5. November desselben Jahres, als er seinen Sitz an William P. Pollock abtreten musste. Dieser hatte sich bei der Nachwahl gegen Benet durchgesetzt.
Nach dieser Niederlage war Christie Benet wieder als Anwalt tätig und ging weiterhin seinen Pflichten als Vorsitzender des Board of Regents beim South Carolina State Hospital nach. Während des Zweiten Weltkriegs stand er überdies dem War Finance Committee von South Carolina sowie dem Alien Enemy Hearing Board für den östlichen Distrikt des Staates vor.